# Knox Park (Dallas)
Knox ou Henderson é um bairro em Dallas, Texas, nos EUA. Está ao norte do bairro de Uptown e à leste e à sul do enclave do Highland Park. Está centrado na rua Knox Street, na avenida de Henderson Avenue, nas avenidas de McKinney Avenue e Cole Avenue. A área é o lar de muitos bares, restaurantes e lojas. A ciclovia Katy Trail também atravessa o bairro.

## Educação
O distrito está zoneado para escolas, em um distrito especial, o distrito Dallas Independent School District.
Os moradores do distrito estão zoneados com as escolas Ben Milam Elementary School, escola elementar Thomas J. Rusk e North Dallas High School.